# М-клас астероид
М-клас астероидите са астероиди с непознат състав. Те са умерено светли (албедо 0,1-0,2). Някои, но не всички, са направени от никел и желязо, други са чисти или смесени с малки количества камък. Смята се, че са части от металното ядро на различни астероиди, които са били раздробени от удари. Мисли се също, че са източник на железните метеорити.
Има астероиди от същия тип, чийто състав не е сигурен. Например 22 Калиопа има точно позната плътност, която е далеч по-малка за солидни метални обекти или дори метални останки. 22 Калиопа и 21 Лутеция имат черти в спектрите си, които показват наличието на хидратни минерали и силикати, неправилни албелда, противоречащи си с металната повърхност, както и характеристики имащи по-общо с К-клас астероиди. 16 Психея е най-големият астероид от този клас и изглежда метален. 21 Лутеция, аномално, е може би неметално тяло и вероятно ще бъде първият астероид от М-клас, който ще бъде заснет от космически апарат, когато Розета ще го посети на 10 юли 2010. Друг М-клас астероид е 216 Клеопатра. Той е заснет от радара на обсерваторията в Аресибо в Пуерто Рико и има форма на кучешки кокал.